# Patrizia Scianca
Patrizia Scianca (Torino, 5 luglio 1961) è una doppiatrice italiana.

## Biografia
Laureata in giurisprudenza e diplomata come istruttrice di nuoto, è attiva nelle società di doppiaggio di Milano ed è socia dell'ADAP. È particolarmente duttile, avendo doppiato nella sua carriera anche personaggi di età infantile sia femminili sia maschili, compresi Son Goku, Son Gohan e Son Goten da bambini nel corso delle serie e dei film di Dragon Ball, Nico Robin in One Piece e Arale in What a mess Slump e Arale. Ha anche avuto alcune esperienze come dialoghista.

## Filmografia
- Don Tonino, regia Fosco Gasperi, con Andrea Roncato, Gigi Sammarchi, e Manuel De Peppe, - serie TV (1987-1989)
- Casa Vianello – serie TV, episodio 2x12 (1991)
- Fine settimana, regia di Giancarlo Baraldo – cortometraggio (1992)
- Ol Ristorant San Sisto – serie TV (2004)

## Doppiaggio

### Film
- Amy Jo Johnson in Power Ranger, Turbo Power Rangers - Il film
- Jonás Cuarón ne La piccola principessa
- Julia Rose in Supereroi per caso: Le disavventure di Batman e Robin
- Abigail Bianca in Presa mortale
- Kelli Giddish ne Il potere del male
- Deborra-Lee Furness in Beautiful - La bellezza che uccide
- Ana Villa in Infiesto

### Serie televisive
- Amy Jo Johnson in Power Ranger
- Alex Borstein in Power Rangers Zeo
- Karen Cliche in MTV Undressed
- Melora Hardin in Scandal
- Mady Kaplan in Sentieri
- Linda Hamilton in Thief - Il professionista
- Fiona in The Renovators - Case fai da te (reality televisivo)
- Chase Gallatin in Barney
- Edith González in Amore senza tempo
- Brenda Strong in Tredici (1ª voce)
- Wendy Crewson in Criminal Insticts
- Amparo Fernández in Una vita
- Lena Schwarz in Frieden - Il prezzo della pace

### Film d'animazione
- Suneo Honekawa in Doraemon - The Movie: Le 1000 e una notte, Doraemon - The Movie: Il Regno delle Nuvole, Doraemon - The Movie: Il dinosauro di Nobita, Doraemon - Il film: Le avventure di Nobita e dei cinque esploratori, Doraemon - Il film, Doraemon - Il film: Nobita e gli eroi dello spazio, Doraemon - Il film: Nobita e la nascita del Giappone, Doraemon - Il film: Nobita e la grande avventura in Antartide "Kachi Kochi", Doraemon - Il film: Nobita e l'isola del tesoro, Doraemon - Il film: Nobita e le cronache dell'esplorazione della Luna, Doraemon - Il film: Nobita e il nuovo dinosauro, Doraemon - Il film 2,  Doraemon - Il film: Nobita e le piccole guerre stellari 2021, Doraemon - Il film: Nobita e l'Utopia celeste, Doraemon - Il film: Nobita e la sinfonia della Terra, Doraemon - Il film: Nobita e il racconto del mondo della pittura
- Nico Robin in One Piece - Trappola mortale, One Piece - La spada delle sette stelle, One Piece - L'isola segreta del barone Omatsuri, One Piece - I misteri dell'isola meccanica, One Piece - Un'amicizia oltre i confini del mare, One Piece - Il miracolo dei ciliegi in fiore, One Piece - Avventura sulle isole volanti, One Piece 3D - L'inseguimento di Cappello di Paglia, One Piece Film: Z, One Piece Gold - Il film, One Piece Stampede - Il film, One Piece Film: Red
- Ayumi Yoshida in Detective Conan - La mappa del mistero, Detective Conan - Il mago del cielo d'argento, Detective Conan - La strategia degli abissi, Detective Conan - Requiem per un detective, Detective Conan - L'isola mortale, Detective Conan - La musica della paura, Detective Conan - ...e le stelle stanno a guardare, Detective Conan - L'undicesimo attaccante, Lupin Terzo vs Detective Conan, Detective Conan: Episode "One" - Il detective rimpicciolito (ed. home video)
- Son Gohan da bambino in Dragon Ball Z - La vendetta divina (ridoppiaggio), Dragon Ball Z - Il più forte del mondo (ridoppiaggio), Dragon Ball Z - La grande battaglia per il destino del mondo (ridoppiaggio), Dragon Ball Z - La sfida dei guerrieri invincibili (ridoppiaggio), Dragon Ball Z - Il destino dei Saiyan (ridoppiaggio), Dragon Ball Z - L'invasione di Neo Namek (ridoppiaggio), Dragon Ball Z - I tre Super Saiyan (ridoppiaggio), Dragon Ball Z - Il Super Saiyan della leggenda (ridoppiaggio), Dragon Ball Z - La minaccia del demone malvagio (ridoppiaggio)
- Saeko Nogami in City Hunter Special: Amore, destino e una 357 Magnum, City Hunter Special: Guerra al Bay City Hotel, City Hunter Special: Un complotto da un milione di dollari, City Hunter Special: Servizi segreti, City Hunter Special: La rosa nera, City Hunter Special: Arrestate Ryo Saeba!, City Hunter: Private Eyes, City Hunter The Movie: Angel Dust
- Son Goku da bambino in Dragon Ball - La leggenda delle sette sfere (ridoppiaggio), Dragon Ball - La bella addormentata a Castel Demonio (ridoppiaggio), Dragon Ball - Il torneo di Miifan (ridoppiaggio), Dragon Ball Z - Sfida alla leggenda (ridoppiaggio), Dragon Ball - Il cammino dell'eroe (ridoppiaggio)
- Son Goten da bambino in Dragon Ball Z - Sfida alla leggenda (ridoppiaggio), Dragon Ball Z - L'irriducibile bio-combattente (ridoppiaggio), Dragon Ball Z - Il diabolico guerriero degli inferi (ridoppiaggio; anche Gotenks), Dragon Ball Z - L'eroe del pianeta Conuts (ridoppiaggio; anche Gotenks), Dragon Ball Super - Broly
- Son Goku Jr. in Dragon Ball GT - L'ultima battaglia
- Fugai in Naruto - Il film: La leggenda della pietra di Gelel
- Kero-Chan in Card Captor Sakura - The Movie (ridoppiaggio)
- Spooky in Casper - Il film
- Barran in Il regno di Ga'Hoole - La leggenda dei guardiani
- Samui in Naruto - Il film: La prigione insanguinata
- Un'amica di Minmay e la guerriera Meltradi in Macross - Il film
- Marina in Una principessa sirena - Il film
- Milena/Sailor Neptune, in Sailor Moon SS The Movie - Il mistero dei sogni
- Alcmena in Ercole (2000)
- Tommy, il Bambino di marzapane e la cameriera in Barbie e lo schiaccianoci
- Matt Mc Ginnis in Batman of the Future - Il ritorno del Joker
- Saba in Balto - Il mistero del lupo
- Jacques in Il poema del vento e degli alberi
- Hari Makibi in Mobile Battleship Nadesico - The Movie - Il principe delle tenebre
- Ada Wong in Resident Evil: Damnation
- Tigrotto in Panda! Go, Panda!
- Peter in La grande caccia all'Uovo di Pasqua

### Serie animate
- Goldie Finger in James Bond Junior
- Jasmine in Conan
- Irina in Il pericolo è il mio mestiere
- Poison Ivy in Batman, Batman - Cavaliere della notte, The Batman
- Molly in Tazmania
- Principessa Yvonne in Cantiamo insieme
- Bill (ep. 1-38) e Sorella Nancy Conrad in Fiocchi di cotone per Jeanie
- Bune Rabbot in Sonic
- Febu in Sol Bianca
- Regina Rosebud in Biancaneve
- Regina Selene e professoressa Arianna in Sailor Moon
- Catarina Prideaux in Zorro
- Tigre in I segreti dell'isola misteriosa
- Chermesite e Regina Selene in Sailor Moon - La luna splende
- Katia in Sailor Moon e il cristallo del cuore
- Rumiko Daijouji (in Italia Ruth) in È un po' magia per Terry e Maggie
- Goku (da bambino), Gohan (da bambino e da ragazzo) e Goten (da bambino) in Dragon Ball, Dragon Ball Z, Dragon Ball GT e Dragon Ball Super
- Fantasmi di Gotenks e Marron (bambina) in Dragon Ball Z
- Ralphie Tennelli in Allacciate le cinture! Viaggiando si impara
- Amina in Un fiocco per sognare, un fiocco per cambiare
- Carol Danvers/Ms. Marvel e Zaladane in Insuperabili X-Men
- Madre di Victory in 20000 leghe nello spazio
- Milena/Sailor Neptune, Regina Selene in Sailor Moon e il mistero dei sogni e in Petali di stelle per Sailor Moon
- Saeko Nogami (Selene/Selena nella versione italiana) in City Hunter (st. 1-2)
- Katia in Piccoli problemi di cuore
- Chopin in Mille note in allegria con la Mozart Band
- Lena in Street Sharks - Quattro pinne all'orizzonte
- Vega in Sulle ali dei Dragon Flyz
- Marina in Magic Knight Rayearth (doppiaggio Mediaset)
- Gianni Darling in Nel covo dei pirati con Peter Pan
- Oliver Twist in Scodinzola la vita e abbaia l'avventura con Oliver
- Spooky in Casper
- Laverne in Arthur
- Janet in Curiosando nei cortili del cuore
- Arthur in Ascolta sempre il cuore Remì
- Charles (prima voce) in Hello Sandybell
- Marina in La sirena, la iena e lo squalo e Zig & Sharko
- Kero-chan/Cerberus in Card Captor Sakura (st. 1-2)
- Greer Grant/Tigra in I Vendicatori
- Prof.ssa Daidabashi in Temi d'amore fra i banchi di scuola
- Terence in Rossana
- Miyuki e Mitarai Kikoshi (il Marinaio) in Yu degli spettri
- Matt Mc Ginnis in Batman of the Future
- Arale in Dr. Slump e Dragon Ball Super
- Mamma di Milly in Milly - Vampiro per gioco
- Nico Robin, Monkey D. Rufy (da bambino, 1ª voce), Kokoro (1ª voce, solo nell'episodio 229) e Combu in One Piece
- Raganella/Eufonia in Magica Doremì
- Flint Hammerhead in Flint a spasso nel tempo
- Eri Kisaki (1ª voce), Ayumi Yoshida (2ª voce), Yukiko Fujimine (1° voce), Miwako Sato (1° voce), Eisuke Hondo (bambino) in Detective Conan
- Caplin e Peperita in Hamtaro
- Musly in Prezzemolo
- Suneo Honekawa in Doraemon (serie 1979 2ª edizione, e serie 2005)
- Vivian Wong in Yu-Gi-Oh!
- Judy in Arriva Paddington
- Amicorso in Gli Orsetti del Cuore (2ª voce) e in Gli Orsetti del Cuore (2007)
- Sorceress in He-Man and the Masters of the Universe
- Pam Fujiwara in Mew Mew - Amiche vincenti
- Ghigo in Let's & Go - Sulle ali di un turbo
- Maestra Yuki in Gira il mondo principessa stellare
- Shirley in My Santa
- Judy Neutron in Le avventure di Jimmy Neutron
- Maurice "Twister" Rodriguez in Rocket Power - E la sfida continua...
- Buford in Jacob due due
- Big il Rosso in Pirati si nasce
- Yacky in Mirmo
- Tempesta in X-Men: Evolution
- Manta Oyamada in Shaman King (serie 2001 e 2021)
- Tucker "Tuck" Carbunkle in Teenage Robot
- Susan Vandom, Antica Maga (ep. 1x16-1x26) e Eleanor Portrait/Miriadel (ep. 1x21) in W.I.T.C.H.
- Edward Elric da bambino, Gracia Huges e la Signora Bredly in Fullmetal Alchemist e Fullmetal Alchemist: Brotherhood
- Karara (prima voce) in Keroro
- Izul in Mermaid Melody - Principesse sirene
- Mamma in Le avventure di Piggley Winks
- Lala Gonzales in School Rumble
- Kanchome in Zatch Bell!
- Samui in Naruto: Shippuden
- Genky in Happy Lucky Bikkuriman
- Rhett in Alla ricerca della Valle Incantata
- Madre di Gerald in Gerald McBoing-Boing
- Moon Maria in Twin Princess - Principesse gemelle
- Rintoo in Ni Hao, Kai-Lan
- Ma Ducky in Il mio amico Rocket
- Benjamin "Ben" Higgenbottom in La Grande B!
- Yoru in Shugo Chara - La magia del cuore
- Lambo in Tutor Hitman Reborn!
- Tata in Jewelpet
- Signora Stuart in Emily della Luna Nuova
- Dottoressa Meanie in The DaVincibles
- Biancaneve in Ever After High: Dragon Games
- Istrice Ignazio in Giulio Coniglio
- Dr. Fauna, Somnambula, Professor Fossil in My Little Pony - L'amicizia è magica
- Agu in Overlord
- Pioran in To Your Eternity
- Turbo-Nonna in DanDaDan (ediz. Crunchyroll)
- Erina Joestar in Battle Tendency [1]
- Kokeru in Lamù e i casinisti planetari - Urusei yatsura

### Videogiochi
- Ada Wong in Resident Evil 6, Resident Evil 2
- Poison Ivy in Batman: Arkham Asylum (2009),[2][3] Batman: Arkham City (2011)[4][5], Batman: Arkham Knight (2015),[6] Injustice 2 (2017)[7]
- Amelia Black/Voce narrante in Age of Empires III: Age of Discovery (2005)[8]
- Benrime Salmin, Yona delle Sei, Hiro, Sahya, Sela e Cittadini di Casablanca in Dreamfall: The Longest Journey (2006)[9]
- Principessa Eva e Lord Kalrathia in Dungeon Siege II (2006)[10]
- Nina Myers in 24: The Game (2008)[11]
- Jack in Damnation (2009)[12]
- Samara in Mass Effect 2 (2010) e Mass Effect 3 (2012)
- Sofia Lamb in BioShock 2 (2010)[13]
- Elizabeth in Rage (2010)[14]
- Mamma in Homefront (2011)[15]
- Muria in Darksiders II (2012)[16]
- Adria in Diablo III (2012)[17]
- Dottoressa Tillson in Halo 4 (2012)[18]
- Jherii Gallo in Dead Rising 3 (2013)[19]
- Delilah Copperspoon in Dishonored: Il pugnale di Dunwall (2013)[20]
- Delilah Copperspoon in Dishonored: Le streghe di Brigmore (2013)[20]
- HUD in Far Cry 3: Blood Dragon (2013)[21]
- Aletto, Bliss Crowd #6 e Lysandra in God of War: Ascension (2013)[22]
- Capitano Diane Verlaine in Alien: Isolation (2014)[23]
- Lilith Swann in Call of Duty: Advanced Warfare (2014)[24]
- Adria in Diablo III: Reaper of Souls (2014)[17]
- Gnar in League of Legends (2014)
- Incursore velerosse, Insegnante violacea e Vestale Auchenai in Hearthstone (2014)[25]
- Olympia Vale in Halo 5: Guardians (2015)[26]
- Serafima e Baba Yaga in Rise of the Tomb Raider (2015)[27]
- Athena in Heroes of the Storm (2015),[28] Overwatch (2016),[29] Overwatch 2 (2022)[30]
- Little K in Deus Ex: Mankind Divided (2016)[31]
- Delilah Copperspoon in Dishonored 2 (2016)[32]
- Khemu in Assassin's Creed: Origins (2017)[33]
- Lakshmi-2 in Destiny 2 (2017)[34]
- Sona in Horizon Zero Dawn (2017),[35] LEGO Horizon Adventures (2024)[36]
- Re Itamen in Horizon Zero Dawn (2017)[35]
- Carnan ne La Terra di Mezzo: L'ombra della guerra (2017)[37]
- Mona e Lulu in WarioWare Gold (2018),[38] WarioWare: Get It Together! (2021),[39] WarioWare: Move It! (2023)[40]
- Slippy Toad in Starlink: Battle for Atlas (2018)[41]
- Generale Elena Tarsis in Anthem (2019)[42]
- Mari Singh e Nadia Orlava in Tom Clancy's The Division 2 (2019)[43]
- Acha in Assassin's Creed: Valhalla (2020)[44]
- 5-Volt in WarioWare: Get It Together! (2021),[39] WarioWare: Move It! (2023)[40]
- Renata Glasc in League of Legends (2022)
- Avatar femminile in Wild Hearts (2023)[45]
- Ceitis e Nikolett in Diablo IV (2023)[46]
- Lady Goditha in Final Fantasy XVI (2023)[47]
- Kirkan in Immortals of Aveum (2023)[48]
- Khamaleon nel DLC Khaos Regins di Mortal Kombat 1 (2024)[49]